# ديبورا بونهام
ديبورا بونهام (بالإنجليزية: Deborah Bonham)‏ هي مغنية بريطانية، ولدت في 7 فبراير 1962 في ريديتش في المملكة المتحدة.

## وصلات خارجية
- ديبورا بونهام على موقع ميوزك برينز (الإنجليزية)
- ديبورا بونهام على موقع ديسكوغز (الإنجليزية)
- ديبورا بونهام على موقع ديسكوغز (الإنجليزية)